# 阿琵薩拉·旺塔薩尼約
阿琵薩拉·旺塔薩尼約（羅馬化：Apisara Wongtassaneeyo，2000年8月10日—），小名Millie，為泰國第7電視台旗下的新生代女演員及模特。

## 早期生活
Millie於2000年8月10日出生於泰國曼谷。2022年畢業於泰國第一學府朱拉隆功大學的建築學院。

## 演藝經歷
Millie於2020年加入泰國第7電視台。
2021年在戲劇《檀香樹下的秘密》飾演Namwan一角出道。
2022年搭檔GMMTV旗下男演員皮拉瓦·山坡提拉（Krist）主演Thai PBS電視劇《愛與記憶》。

## 影視作品

### 電視劇
| 首播年份 | 戲名               | 戲名   | 播放平台 | 角色           | 備註 |
| 首播年份 | 譯名               | 原文名 | 播放平台 | 角色           | 備註 |
| 2021年   | 《檀香味的迷戀》   |        | Ch7HD    | Namwan （Wan） | 配角 |
| 2022年   | 《愛與記憶》       |        | Thai PBS | Waewdao        | 主演 |
| 2022年   | 《芒刺在心2022》   |        | Ch7HD    | 未知           | 配角 |
| 2022年   | 《虎裔》           |        | Ch7HD    | Titthi         | 配角 |
| 2023年   | 《叢林之火》       |        | Ch7HD    | Nicha          | 配角 |
| 2024年   | 《手杖男人2024》   |        | Ch7HD    | Paewa／Ratree  | 配角 |
| 2024年   | 《愛的迷迭香2024》 |        | Ch7HD    | Amara          | 配角 |

### 單元劇
| 首播年份 | 戲名         | 戲名   | 播放平台 | 角色 | 備註     |
| 首播年份 | 譯名         | 原文名 | 播放平台 | 角色 | 備註     |
| 2022年   | 《老天有眼》 |        | Ch7HD    | Pim  | 單元主演 |

## 外部連結
- 阿琵薩拉·旺塔薩尼約於Channel 7的簡介 （页面存档备份，存于）（泰文）
- 阿琵薩拉·旺塔薩尼約的Instagram帳戶（泰文）